# Menhir de Bürstadt
Le menhir de Bürstadt (en allemand : menhir von Bürstadt), connu également sous les noms de « Sackstein », « Lange Stein », « Kluckstein » et « Hinkelstein », est un mégalithe datant du Néolithique situé près de la commune de Bürstadt, en Hesse (Allemagne).

## Situation
Le menhir se dresse à une dizaine de kilomètres au nord-est de Worms, au milieu d'un champ situé entre Hofheim et Bürstadt, à quelques centaines de mètres de la Bahnhofstraße L3411.

## Description
Composé de grès rouge, le monolithe mesure 1,15 m de hauteur pour 0,45 m de largeur et 0,47 m de profondeur.

## Histoire
La pierre a probablement servi de borne frontière.